# Operação Alberich
Alberich foi o nome de código de uma operação militar alemã, em território ocupado francês, durante a Primeira Guerra Mundial.Tratou-se de uma retirada planeada para novas posições na mais curta, e mais facilmente defendida, Linha Hindenburg, que teve lugar entre 9 de Fevereiro e 15 de Março de 1917, e que eliminou os dois salientes que se tinham criado em 1916 entre Arras e Saint-Quentin, e Saint-Quentin até Noyon, durante a Batalha do Somme. Os britânicos referem-se a esta operação como a Retirada Alemã para a Linha Hindenburg, mas a operação era uma retirada estratégica e não uma fuga.